# Sons and Lovers
Sons and Lovers (bra: Filhos e Amantes; prt: Filhos e Apaixonadas) é um filme britânico de 1960, do gênero drama, dirigido por Jack Cardiff, com roteiro de T.E.B. Clarke e Gavin Lambert baseado no romance homônimo de D.H. Lawrence.

## Produção
Produzido numa época carregada de tabus, em que o próprio Código Hays, a censura criada pela indústria cinematográfica, ainda vigorava nos EUA, Sons and Lovers é uma respeitável adaptação do romance homônimo de D. H. Lawrence, segundo o crítico David Quinlan, para quem este é o melhor trabalho de Jack Cardiff até então,. 
Bastante premiado, o filme disputou sete Oscars mas só recebeu o de melhor fotografia. 
Segundo o crítico Ken Wlaschin, este é um dos dez melhores desempenhos da carreira de Trevor Howard.

## Sinopse
Paul Morel é um jovem sensível que vive em uma pequena cidade mineradora, na Inglaterra do início do século 20. Paul deseja ser artista, contra a vontade do pai, um casca-grossa alcoólatra, mas conta com a simpatia da mãe, manipulativa e reprimida. Já que não pode esperar ajuda financeira de nenhum dos dois, ele a obtém das moças do lugar.

## Prêmios e indicações
| Patrocinador                                    | Prêmio           | Categoria | Situação |
| ----------------------------------------------- | ---------------- | --- | --- |
| Academia de Artes e Ciências Cinematográficas   | Oscar            | Melhor filme Melhor diretor Melhor ator (Trevor Howard) Melhor atriz coadjuvante (Mary Ure) Melhor roteiro adaptado Melhor fotografia (preto e branco) Melhor direção de arte | Indicado Vencedor Indicado                                                                                        |
| Associação de Imprensa Estrangeira de Hollywood | Globo de Ouro    | Melhor filme - drama Melhor diretor Melhor ator - drama (Trevor Howard) Melhor ator - drama (Dean Stockwell) Melhor atriz coadjuvante/secundária (Mary Ure)                   | Indicado Vencedor Indicado                                                                                        |
| British Academy of Film and Television Arts     | BAFTA Film Award | Melhor atriz britânica (Wendy Hiller) | Indicado[carece de fontes?]                                                                                       |
| New York Film Critics Circle                    | NYFCC Award      | Melhor filme Melhor diretor Melhor ator (Trevor Howard) Melhor roteiro | Vencedor[carece de fontes?] Vencedor[carece de fontes?] 2.º lugar[carece de fontes?] 2.º lugar[carece de fontes?] |
| National Board of Review                        | NBR Award        | Melhor filme Melhor diretor Dez melhores filmes de 1960 | Vencedor[carece de fontes?] Vencedor[carece de fontes?] Incluído[carece de fontes?]                               |
| Directors Guild of America                      | DGA Award        | Melhor diretor | Indicado[carece de fontes?]                                                                                       |
| Festival de Cannes                              | Palma de Ouro    | Melhor filme | Indicado[carece de fontes?]                                                                                       |
| British Society of Cinematographers             | BSC Award        | Melhor fotografia | Vencedor[carece de fontes?]                                                                                       |
| Writers Guild of America                        | WGA Award        | Melhor roteiro - drama | Indicado[carece de fontes?]                                                                                       |

## Elenco
| Ator/Atriz        | Personagem      |
| ----------------- | --------------- |
| Trevor Howard     | Walter Morel    |
| Dean Stockwell    | Paul Morel      |
| Wendy Hiller      | Gertrude Morel  |
| Mary Ure          | Clara Dawes     |
| Heather Sears     | Miriam          |
| William Lucas     | William Morel   |
| Conrad Phillips   | Baxter Dawes    |
| Ernest Thesiger   | Henry Hadlock   |
| Donald Pleasence  | Pappleworth     |
| Rosalie Crutchley | Senhora Leivers |
| Sean Barrett      | Arthur Morel    |
| Elizabeth Begley  | Senhora Radford |
| Edna Morris       | Senhora Anthony |
| Ruth Kettlewell   | Senhora Bonner  |
| Anne Sheppard     | Rose            |